# Тодор Богатинов
Тодор Богатинов е български революционер, опълченец.

## Биография
Роден е в 1814 година в неврокопското село Белотинци, което тогава е в Османската империя. Преследван от османските власти Богатинов бяга в Румъния, където влиза в средите не българската революционна емиграция. След избухването на Руско-турската война в 1877 година в Плоещ Богатинов постъпва доброволец в Първа рота на Трета дружина на Българското опълчение. Взима участие в августовските боеве при Шипка, в зимния преход през Стара планина и в сражението при Шейново. В сражението при село Тича е тежко ранен. Получава сребърен медал от командването.
След 1878 година се установява в новооснованото Княжество, заселвайки се в Русе. При избухването на Сръбско-българската война е доброволец в Българската армия. Умира в Русе през 1918 година.